# Gruppo di Stati contro la corruzione
Il Gruppo di Stati contro la corruzione, noto anche con l'acronimo GRECO (dal francese Groupe d'États contre la corruption), è un organo di controllo contro la corruzione del Consiglio d'Europa, con sede a Strasburgo (Francia), istituito nel 1999 con un accordo siglato da diciassette Stati membri del Consiglio d'Europa. Il GRECO è aperto anche a Stati non europei e conta attualmente quarantanove membri, compresi gli Stati Uniti e la Bielorussia. Dal mese di agosto 2010 tutti i membri del Consiglio d'Europa sono anche Stati membri di GRECO.

## Cronologia di GRECO
- La Valletta, 1994, XIX conferenza dei ministri europei della Giustizia: la lotta contro la corruzione deve essere a livello europeo.
- Strasburgo, 1996: adozione del Programma d'azione contro la corruzione.
- Praga, 1997, XXI conferenza dei ministri europei della Giustizia: necessità di tradurre gli sforzi contro la corruzione fissando standard e meccanismi di monitoraggio.
- Strasburgo, 1997, Summit dei capi di Stato e di governo degli Stati membri del Consiglio d'Europa: necessità di trovare regole comuni per prevenire e combattere la corruzione e la criminalità organizzata. Risoluzione (97)24 su venti principi guida per la lotta contro la corruzione.
- Strasburgo, 1999: creazione di GRECO il 1º maggio. Firme della Convenzione penale e della Convenzione civile sulla corruzione.
- Strasburgo, 2000: raccomandazioni sui codici di condotta per i funzionari pubblici (Raccomandazione (2000)10).
- Strasburgo, 2003: raccomandazioni sulle norme comuni contro la corruzione nel finanziamento dei partiti politici e delle campagne elettorali (R.(2003) 4). Firma del protocollo addizionale alla Convenzione penale sulla corruzione.
- Strasburgo, 2007: l'Italia entra in GRECO il 30 giugno.

## Stati membri
Membri fondatori (1-5-1999)
Belgio, Bulgaria, Cipro, Estonia, Finlandia, Francia, Germania, Grecia, Irlanda, Islanda, Lituania, Lussemburgo, Romania, Slovacchia, Slovenia, Spagna e Svezia.
Membri che aderiscono successivamente
Albania (27-4-2001), Andorra (28-1-2005), Armenia (20-1-2004), Austria (1-12-2006), Azerbaigian (1-6-2004), Bielorussia (13-1-2011), Bosnia ed Erzegovina (25-2-2000), Croazia (2-12-2000), Danimarca (3-8-2000), Georgia (16-9-1999), Italia (30-6-2007), Lettonia (27-7-2000), Liechtenstein (1-1-2010), Macedonia del Nord (7-10-2000), Malta (11-5-2001), Moldavia (28-6-2001), Montenegro (6-6-2006), Norvegia (6-1-2001), Paesi Bassi (18-12-2001), Polonia (20-5-1999), Portogallo (1-1-2002), Principato di Monaco (1-7-2007), Regno Unito (18-9-1999), Repubblica Ceca (9-2-2002), Russia (1-2-2007), San Marino (13-8-2010), Serbia (1-4-2003), Stati Uniti (20-09-2000), Svizzera (1-7-2006), Turchia (1-1-2004), Ucraina (1-1-2006) e Ungheria (9-7-1999).

## Pressione fra pari contro la corruzione
GRECO "mira a migliorare la capacità degli Stati membri nella lotta contro la corruzione assicurando l'attuazione dei loro impegni in questo settore, attraverso un processo dinamico di mutua valutazione e pressione reciproca".
Per raggiungere tale scopo, GRECO è responsabile di monitorare l'attuazione dei principi guida per la lotta contro la corruzione (adottata dal Comitato dei Ministri del Consiglio d'Europa il 6 novembre 1997) e di monitorare l'attuazione degli strumenti giuridici internazionali da adottare per l'esecuzione del Programma d'azione contro la corruzione.

## Valutazione reciproca
Le procedure di valutazione consistono nella raccolta di informazioni tramite questionari, visite nei vari paesi per ulteriori informazioni attraverso incontri con le realtà nazionali, dalle autorità pubbliche ai gruppi locali anticorruzione e la stesura di relazioni di valutazione. Tali relazioni, che vengono esaminate e approvate dal GRECO, contengono raccomandazioni ai paesi valutati, al fine di migliorare il loro livello di conformità con le disposizioni in esame. Le misure adottate per attuare le raccomandazioni vengono successivamente valutate dal GRECO in una separata procedura di conformità.

## Orizzonte operativo del GRECO

### Standard Normativi che definiscono lo scopo delle operazioni di GRECO
Nel 1996 il Comitato dei Ministri del Consiglio d'Europa approva un ampio programma contro la corruzione e successivamente, una serie di strumenti che misurino oggettivamente i progressi della lotta internazionale alla corruzione:
- Convenzione penale sulla corruzione STCE n° : 173;
- Convenzione civile sulla corruzione STCE n° : 174;
- Protocollo addizionale alla Convenzione penale sulla corruzione STCE n° : 191;
- I venti principi direttivi della lotta contro la corruzione (Risoluzione (97) 24);
- Le indicazioni per un Codice di Condotta dei funzionari pubblici (Recommendation No. R (2000) 10);
- Le indicazioni per definire Regole Comuni contro la Corruzione nel finanziamento di partiti politici e campagne elettorali (Rec(2003)4) (PDF), su coe.int.

### I venti principi guida contro la corruzione
Le linee guida delle valutazioni di GRECO sono i 20 principi guida anticorruzione decisi nel 1997. I venti principi guida sono sommariamente:
1. prevenzione efficace della corruzione
2. coordinare il reato di corruzione a livello nazionale e internazionale
3. indipendenza e capacità di chi indaga e giudica sulla corruzione
4. misure appropriate per la confisca di proventi e beni ottenuti attraverso la corruzione
5. misure appropriate per evitare l'utilizzo di scudi societari per nascondere i beneficiari della corruzione
6. limitare le immunità dalle indagini e incriminazioni sulla corruzione
7. preparazione e mezzi a disposizione di chi è incaricato della lotta alla corruzione
8. efficacia e coordinamento delle legislazioni e autorità fiscali nella lotta alla corruzione
9. trasparenza dei meccanismi e dei processi decisionali della pubblica amministrazione
10. Codici di condotta efficaci per i funzionari pubblici
11. procedure di controllo e certificazione dei conti pubblici
12. promuovere le procedure di controllo e verifica dei conti nella prevenzione e scoperta della corruzione al di fuori dell'amministrazione pubblica
13. pubblica responsabilità delle amministrazioni e dei funzionari pubblici
14. appalti trasparenti per promuovere la libera concorrenza e scoraggiare la corruzione
15. Codici di condotta per i politici e regole del finanziamento politico e delle campagne elettorali
16. garantire la libertà dei media di ricevere e rendere pubbliche informazioni su affari corrotti
17. rimedi efficaci nel diritto civile per le vittime della corruzione
18. incoraggiare gli studi e le ricerche sulla corruzione
19. nella lotta alla corruzione prendere in considerazione la criminalità organizzata e il riciclaggio di denaro sporco
20. sviluppare la cooperazione internazionale nella lotta alla corruzione.[4]

### Le convenzioni sulla corruzione
L'Italia ha ratificato le due Convenzioni sulla corruzione del Consiglio d'Europa (con le leggi 110/2012 e 112/2012), ma non il Protocollo aggiuntivo alla Convenzione penale sulla corruzione.

#### Convenzione penale sulla corruzione
La Convenzione penale sulla corruzione, STCE n. 173, è entrata in vigore il 1º luglio 2002.
"La Convenzione [...] copre le seguenti forme di comportamento corrotto considerate normalmente come tipi specifici di corruzione:
- corruzione attiva e passiva di pubblici ufficiali nazionali e stranieri;
- corruzione attiva e passiva di parlamentari nazionali e stranieri e di membri di assemblee parlamentari internazionali;
- corruzione attiva e passiva nel settore privato;
- corruzione attiva e passiva di funzionari internazionali;
- corruzione attiva e passiva di giudici nazionali, stranieri ed internazionali e di funzionari di tribunali internazionali;
- traffico di influenze attivo e passivo;
- riciclaggio dei proventi della corruzione;
- reati contabili (fatture, falso in documenti contabili, ecc.) connessi con reati di corruzione".[7]

La convenzione penale sulla corruzione viene integrata dal Protocollo addizionale alla Convenzione penale sulla corruzione (STE n. 191), che viene aperto alla firma degli Stati, già firmatari del STCE 173, in maggio 2003, ed entra in vigore il 1º febbraio 2005. Il protocollo aggiuntivo estende la portata della convenzione alla corruzione attiva o passiva di arbitri o giurati.

#### Convenzione civile sulla corruzione
La convenzione civile sulla corruzione, STCE n. 174, è entrata in vigore il 1º novembre 2003.
"La Convenzione tratta le seguenti questioni:
- il risarcimento del danno;
- la responsabilità (ivi compresa la responsabilità dello Stato per atti di corruzione commessi da pubblici ufficiali);
- il concorso di colpa: riduzione o soppressione del risarcimento, a seconda delle circostanze;
- la validità dei contratti;
- la tutela dei dipendenti che denunciano fatti di corruzione;
- la chiarezza e la precisione del bilancio e degli audit;
- l'ottenimento delle prove;
- le misure cautelari necessarie per preservare i diritti e gli interessi fino all'esecuzione della sentenza definitiva e per mantenere lo status quo nell'attesa dell'esito del procedimento;
- la cooperazione internazionale".[10]

### Le serie di valutazioni congiunte di GRECO
La prima serie di valutazioni congiunte di GRECO (2000-2002) si è concentrata su specifiche disposizioni dei venti Principi Guida per la lotta contro la corruzione, segnatamente: l'indipendenza, la specializzazione, i mezzi e le risorse di organismi nazionali impegnati nella prevenzione e nella lotta contro la corruzione e la portata delle immunità di cui godono alcune categorie di titolari di cariche pubbliche e/o rappresentanti eletti per quanto riguarda le indagini, l'incriminazione e il giudizio dei reati di corruzione.
La seconda serie di valutazioni congiunte di GRECO (2003-2006) ha trattato temi, sempre basati basati sui venti Principi Guida e sulle disposizioni della Convenzione penale sulla corruzione: identificazione, sequestro e la confisca dei proventi della corruzione, politiche anticorruzione e meccanismi della pubblica amministrazione, l'utilizzo di società di copertura come scudi per la corruzione, i meccanismi fiscali e finanziari per contrastare la corruzione, i legami tra la corruzione, la criminalità organizzata e il riciclaggio di denaro sporco.
La terza serie di valutazioni congiunte di GRECO (2007-2011) riguarda due campi distinti:
- il recepimento nel diritto nazionale nella pratica delle incriminazioni previste dalla Convenzione penale sulla corruzione (STCE 173);
- la trasparenza del finanziamento dei partiti politici con riferimento a diversi articoli della Raccomandazione Rec (2003) 4[13], riguardante regole comuni contro la corruzione nel finanziamento dei partiti politici e delle campagne elettorali, e - più in generale - al Principio Guida 15 : "incoraggiare l'adozione, dai rappresentanti eletti, di Codici di Condotta e promuovere norme per il finanziamento dei partiti politici e delle campagne elettorali che dissuadono la corruzione".[14]

Tutti i membri che hanno aderito a GRECO dopo la chiusura delle prime due serie di valutazione sono oggetto di una valutazione congiunta degli argomenti prima e seconda serie, oltre ai temi della terza serie di valutazioni. Tra questi paesi vi è anche l'Italia.
La quarta serie di valutazioni è stata lanciata da GRECO ad aprile 2011 con il questionario iniziale e riguarda la prevenzione della corruzione dei parlamentari, pubblici ministeri, e giudici.

## Rapporto GRECO valutazione Italia
Nella 54ª riunione plenaria di GRECO nell'ambito del Consiglio d'Europa a Strasburgo 20-23 marzo 2012, è stato adottato il rapporto sull'Italia relativo alla terza serie di valutazioni, diviso in due parti:
- prima parte sulle norme che portano all'incriminazione per reato di corruzione;
- seconda parte sul finanziamento dei partiti politici e delle campagne elettorali.

Il Ministero della giustizia ha prodotto traduzioni non ufficiali in italiano delle valutazioni sulla lotta alla corruzione di GRECO, adottato il 23 marzo 2012.
La prima parte tratta della complessa legislazione italiana sulla corruzione, in sintesi:
Inoltre, al di là dell’elogio dell’attività della magistratura, alla quale è riconosciuto il merito di avere perseguito un significativo numero di casi e di avere contribuito a formare una giurisprudenza di vasta portata in materia di corruzione, il rapporto evidenzia come in concreto il regime sanzionatorio non sia del tutto efficace, dissuasivo e proporzionato. Ancora, il rapporto evidenzia il rischio di strumentalizzazione del reato di concussione per ottenere un esonero da responsabilità ed infine riaffronta la questione della prescrizione, già oggetto di raccomandazione nel precedenti I e II cicli congiunti di valutazione.»
(Adozione del rapporto sull’Italia III ciclo di valutazione 20-23 marzo 2012)
La seconda parte, il finanziamento della politica:
(Adozione del rapporto sull’Italia III ciclo di valutazione 20-23 marzo 2012)
Il ministero della giustizia argomentò che le modifiche introdotte in sede parlamentare alla legge Severino erano motivate dalla necessità di adempiere alle raccomandazioni emanate dal Consiglio d'Europa proprio a seguito del citato rapporto di valutazione.